# Панчен-лама IX
Тубден Чокьи Ньима (тиб. ཐུབ་བསྟན་ཆོས་ཀྱི་ཉི་མ་; 1883 — 1 декабря 1937) — Панчен-лама IX (VI), тибетский религиозный и китайский политический деятель.

## Биография
В 1888 году Далай-лама XIII опознал нового тулку Панчен-ламы и даровал ему имя Тубден Чокьи Ньима.

### В Тибете
В 1901 году Панчен-ламу в Ташилунпо посетил во время своей поездки в Тибет Агван Доржиев, получив от него некоторые наставления по тантре Калачакры, в частности, «молитву Шамбалы», составленную Панчен-ламой VI Лобсаном Палденом Еше. Чокьи Ньима передал Доржиеву ряд реликвий, включая несколько золотых статуэток.
Представители Панчен-ламы участвовали в переговорах с командованием британской военной экспедиции в Тибет в 1903 году, остановившейся на землях, подконтрольных Ташилунпо, безуспешно пытаясь уговорить британцев уйти.
В 1906 году по приглашению Панчен-ламы в Ташилунпо прибыл британский тибетолог Ч. А. Белл.
В 1911 году, во время паломничества Далай-ламы к буддийским святыням Индии, Панчен-лама по инициативе своих чиновников прибыл в Лхасу, остановившись сначала в храме Джоканг, а затем — в летнюю резиденцию Далай-ламы Норбулинка. Он стал часто и дружески общаться с маньчжурским амбанем Лхасы Ляньюем, сопровождая последнего в театр и на званые вечера, что вызывало резкое недовольство горожан, которые однажды, во время совершения Панчен-ламой традиционной процессии вокруг Лхасы, забросали его и амбаня грязью. Исполняя некоторые функции Далай-ламы, Панчен-лама не принял предложение китайцев о становлении регентом страны.
В 1923 году тибетское правительство ввело новую систему налогообложения с целью покрыть собственные расходы на военные нужды, в связи с чем в казну Панчен-ламы переставала поступать львиная часть доходов. Вместе со своими чиновниками Чокьи Ньима бежал через Намру и Синин в Китай, во Внутреннюю Монголию, поскольку между чиновниками Панчен-ламы и Далай-ламы возникло противостояние, связанное с отказом администрации Панчен-ламы платить новые высокие налоги, необходимые тибетскому правительству для модернизации армии; в своих письмах к Далай-ламе после отъезда Панчен-лама отмечал доброту и невозможность отрицательного отношения к нему лично Далай-ламы, но его чиновников обвинял в невежестве и несправедливости; он указывал, что уезжает на короткий период в неизвестном направлении, будет собирать подношения от буддистов Кама и Монголии.

### В Китае
В 1925 году Панчен-лама прибыл в Пекин, где ему был оказан радушный приём. В Китае Чокьи Ньима трудился над разработкой планов модернизации Тибета. После 1928 года китайское правительство в Нанкине поддерживало с ним тесные связи. В 1932 году Далай-лама пригласил Панчен-ламу вернуться, обещав возвратить все права и привилегии в обмен на согласие уплачивать спорный налог, и если его будут сопровождать лишь тибетцы, однако Чокьи Ньима настаивал на китайском военном эскорте и требовал передать ему во владение множество земель в Цзане. На участие и помощь со стороны Панчен-ламы рассчитывали монгольские повстанцы в ходе Хубсугульского восстания в 1932 году, главнокомандующий повстанческими силами Чимэдийн Самбуу вёл с ним переписку и встречался с его представителями. Впоследствии правительство Монгольской народной республики связывало с его именем многие раскрытые во время чойбалсановских репрессий заговоры, направленные на свержение в Монголии Народного правительства. Специальное исследование показало, что Панчен-лама IX не поддерживал повстанцев в МНР, его целью было возвращение в Тибет, для чего он накапливал оружие в некоторых местах Внутренней Монголии и севера Тибета.
После смерти Далай-ламы, в начале 1935 года Панчен-лама направился в Синин, а в Нанкине появилось представительство Панчен-ламы как уполномоченного на западных границах. В марте 1937 года он прибыл в Джэкундо в Восточном Тибете и распространил сообщение о намерении войти в Лхасу в сопровождении 20 китайских чиновников и 500 солдат, однако с началом широкомасштабной японской агрессии Китай отозвал военный эскорт. Чокьи Ньима вернулся в Джэкундо, где и скончался 1 декабря.
Его гробница, разрушенная в ходе Культурной революции в КНР, была отстроена Панчен-ламой X в виде мемориального комплекса Таши Лангьяр в Ташилунпо, Шигадзе.